# Juan Vicente Solís Fernández

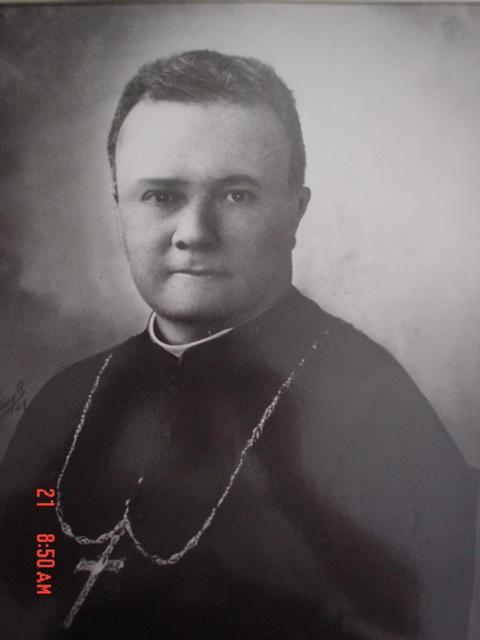
Juan Vicente Solís Fernández

Juan Vicente Solís Fernández (* 8. August 1892 in Heredia, Costa Rica; † 16. Januar 1973) war ein costa-ricanischer Geistlicher und römisch-katholischer Bischof von Alajuela.

## Leben
Juan Vicente Solís Fernández empfing am 22. August 1915 das Sakrament der Priesterweihe für das Erzbistum San José de Costa Rica. Von 1928 bis 1932 war er Abgeordneter beim Verfassungskongress.
Papst Pius XII. ernannte ihn am 3. Juli 1940 zum Bischof von Alajuela. Víctor Sanabria Martínez, Erzbischof von San José de Costa Rica, spendete ihm am 18. August 1940 die Bischofsweihe. Mitkonsekratoren waren Erzbischof Claudio María Volio y Jiménez, emeritierter Bischof von Santa Rosa de Copán, und Johann Paul Odendahl Metz CM, Apostolischer Vikar von Limón. 
In seiner Amtszeit gab das Bistum Alajuela 1954 Gebiete für die Gründung des Bistums San Isidro de El General sowie 1961 für das Bistum Tilarán ab.
Am 18. März 1967 nahm Papst Paul VI. seinen Rücktritt an und ernannte ihn zum Titularbischof von Thucca in Numidia.
An der zweiten Sitzungsperiode des Zweiten Vatikanischen Konzils nahm er als Konzilsvater teil.